# Yasha
Yasha es una localidad del estado mexicano de Chiapas. Es parte del municipio de Las Margaritas.

## Demografía
| Gráfica de evolución demográfica |
|                                  |

| Censo | Población |
| ----- | --------- |
| 1900  | 292       |
| 1910  | 349       |
| 1921  | 244       |
| 1930  | 283       |
| 1940  | 354       |
| 1950  | 366       |
| 1960  | 435       |
| 1970  | 551       |
| 1980  | 498       |
| 1990  | 1 017     |
| 2000  | 1 374     |
| 2010  | 1 862     |
| 2020  | 2 183     |